# Falco hypoleucos
Il falco grigio (Falco hypoleucos Gould, 1841) è un uccello falconiforme della famiglia dei Falconidi. Questo falco di medie dimensioni non è molto comune ed è uno degli uccelli più «misteriosi» d'Australia, dato che viene avvistato solo raramente.

## Descrizione
Questo rapace ha le regioni superiori quasi completamente grigie e quelle inferiori bianche; le estremità delle remiganti sono più scure; la cera è gialla. È lungo 30–45 cm, ha un'apertura alare di 85–95 cm e pesa 350-600 g. Le femmine sono più grandi dei maschi.

## Distribuzione e habitat
Il falco grigio è endemico dell'Australia, dove è confinato nelle aride regioni interne. Predilige le distese aperte: praterie di Triodia, boscaglie di Acacia e boschetti di sparuti alberelli adattatisi al clima arido.

## Biologia
Si nutre soprattutto di uccelli, in particolar modo di pappagalli, ma anche di piccoli mammiferi, rettili e insetti.
Nidifica sugli alberi, utilizzando nidi di ramoscelli costruiti da altre specie. Ogni covata è composta da 2-3 uova.

## Conservazione
Il falco grigio è piuttosto raro: ma sebbene ne rimangano solo 1000 coppie nidificanti, la sua popolazione è stabile. Tuttavia, le minacce del sovrapascolo, che si fa sentire ormai anche nelle zone più aride, e del dissodamento a scopo agricolo incombono anche sul suo habitat isolato.
La IUCN lo classifica tra le specie «prossime alla minaccia», mentre la CITES lo pone nell'Appendice II.
A livello nazionale, la specie non compare sull'elenco delle specie minacciate stilato nel 1999. Nello Stato del Victoria, tuttavia, viene considerato in pericolo di estinzione fin dal 1988 e come tale il Governo locale ha preso provvedimenti riguardo alla sua conservazione e il suo futuro recupero. Malgrado i provvedimenti presi, però, nel 2007, sull'elenco dei vertebrati minacciati del Victoria, il falco grigio continuava ad essere classificato come specie in pericolo.
Nel Queensland, invece, dove è più numerosa, la specie è considerata rara fin dal 1992.